# Alexander Ipatov
Alexander Ipatov (n. Leópolis, Ucrania, 16 de julio de 1993) es un Gran Maestro Internacional de ajedrez ucraniano, nacionalizado español hasta febrero de 2012 y en la actualidad juega como turco.